# T.T Block
T.T Block è un videogioco arcade edito dalla Taito nel 1977. Si tratta di un clone di un famoso arcade edito nel 1976 dalla Atari dal titolo Breakout. Le iniziali T.T. stanno per Table Type, definizione della Taito per indicare che si tratta di un cabinato di tipo Cocktail.

## Modalità di gioco
Le regole del gioco sono le semplici regole di base di ogni clone di Breakout. Con la paddle si guida una racchetta alla base inferiore dello schermo che fa rimbalzare una pallina in costante movimento, la quale deve demolire un muro di mattoni dalla parte opposta.

## Aspetti tecnici
T.T Block è un titolo molto interessante dal punto di vista tecnico. Pur essendo stato fatto nel 1977 il suo set di due schede logiche non fa utilizzo di alcun tipo di processore né di EPROM.
L'unico o quasi tipo di componente elettronico che è stato usato per costruire il set di schede è del tipo porta logica. Per questo motivo T.T Block per definizione non è emulabile da emulatori tipo MAME e simili, bensì si può dire che è solo simulabile: Non esistendo un set di rom inerente si può solo programmare, partendo da zero, un videogioco che lo simula in quanto ad aspetto grafico, sonoro e di regole. 
T.T Block fa utilizzo di un semplice monitor in bianco e nero di tipo CRT, sul quale venivano applicati degli strati di adesivi colorati detti raster bar. Lo scopo di questi adesivi era chiaramente quello di colorare artigianalmente alcune parti del monitor stesso.
A quell'epoca questa era una pratica usata molto spesso. Solo con l'uscita di Galaxian il videogioco arcade ha preso a fare utilizzo di monitor a colori di tipo RGB.
Il gioco non rispetta lo standard jamma. Come Defender ha il segnale video in uscita di tipo video composito.

### Il cabinato di tipo cocktail

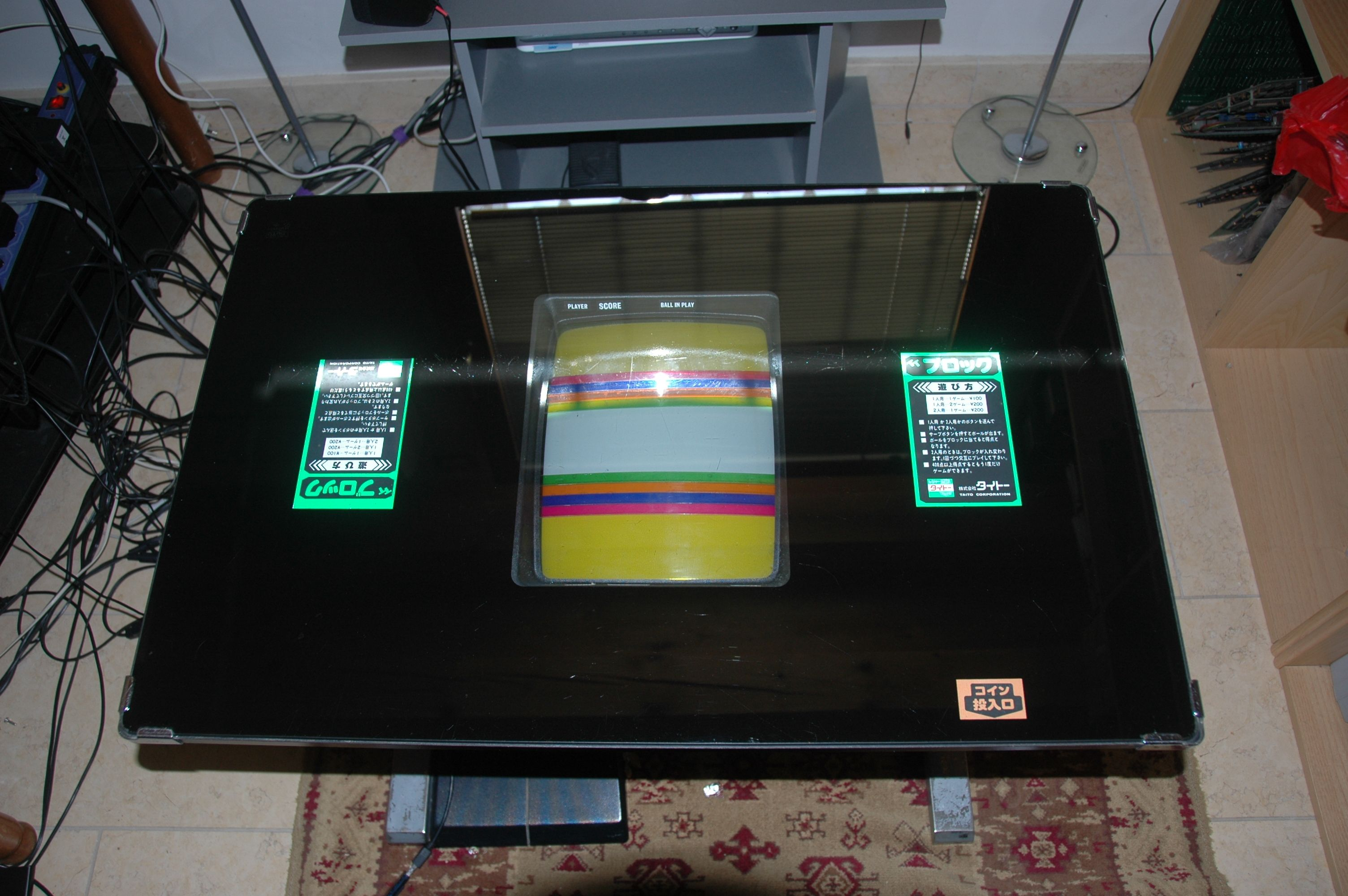
Il cabinato di tipo cocktail di Taito T.T Block

T.T Block faceva utilizzo di un cabinato in legno di tipo cocktail.
La sua forma era quella classica da tavolino e i giocatori si sedevano l'uno di fronte all'altro. Ciascuno di loro aveva a disposizione una paddle ed un tasto.

## Successo
Il T.T Block della Taito è stato un videogioco arcade il cui successo di vendite non è stato come si sperava.
Per rifarsi delle spese Taito ha ritirato dal mercato moltissime unità di questo gioco. I cabinati rientrati sono stati modificati, mediante la sostituzione delle schede logiche, dei control panel e dei bezel, e riemessi nel mercato ma con il titolo del più famoso Space Invaders. Questo processo in termine arcade si chiama conversione. Un cabinato è definibile convertito quando viene trasformato da un titolo all'altro.
Questa conversione fa sì che la rarità in termine collezionistico di T.T Block è molto elevata.
Per quanto riguarda T.T Block o Breakout sono stati programmati, a distanza di parecchi anni, videogiochi dalla tecnologia più avanzata che si rifanno alle sue regole di gioco. Un esempio famoso è quello di Arkanoid, un videogioco arcade anch'esso programmato dalla Taito ma uscito nel 1986.

## Galleria d'immagini

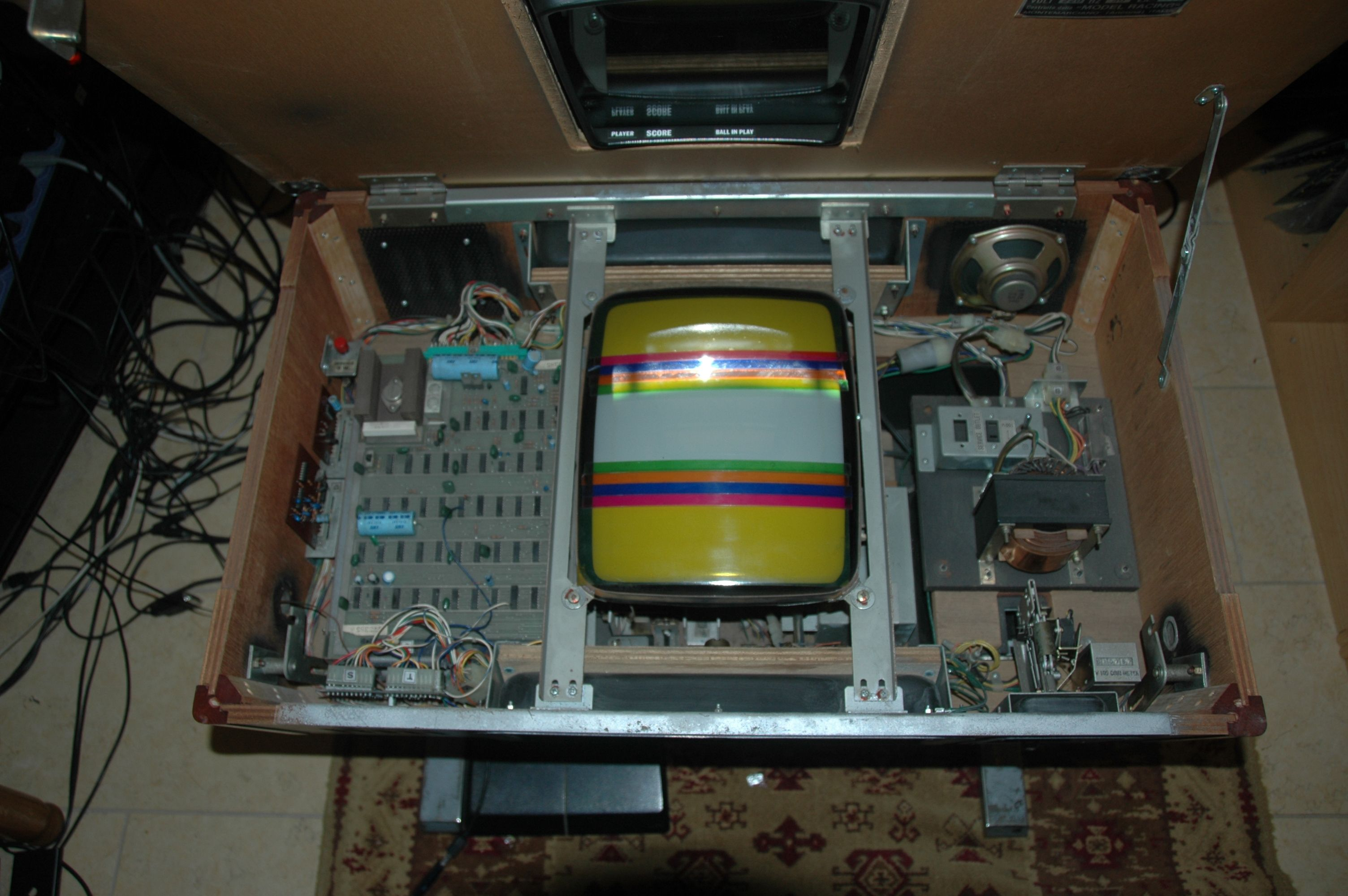
L'interno di Taito T.T Block
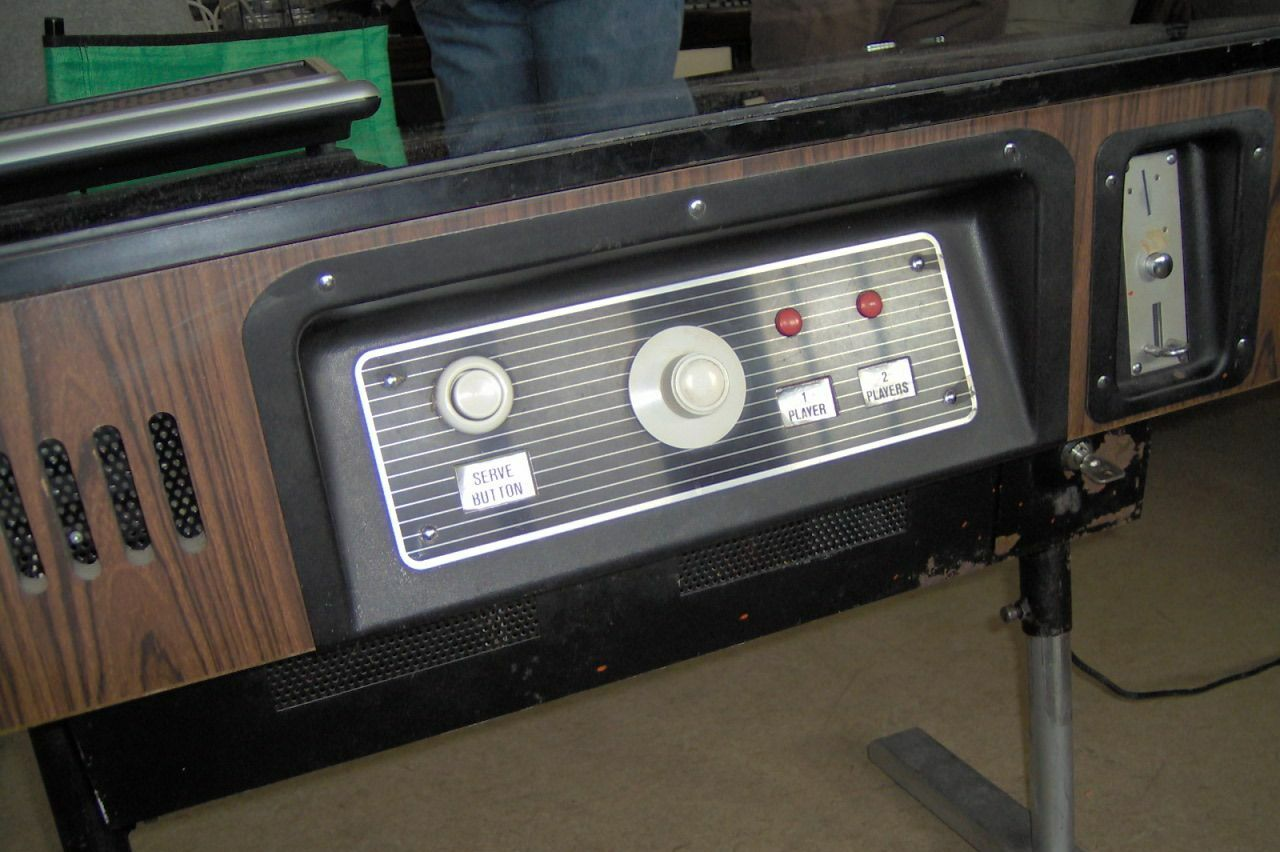
Uno dei due control panel di T.T Block. In primo piano la paddle bianca
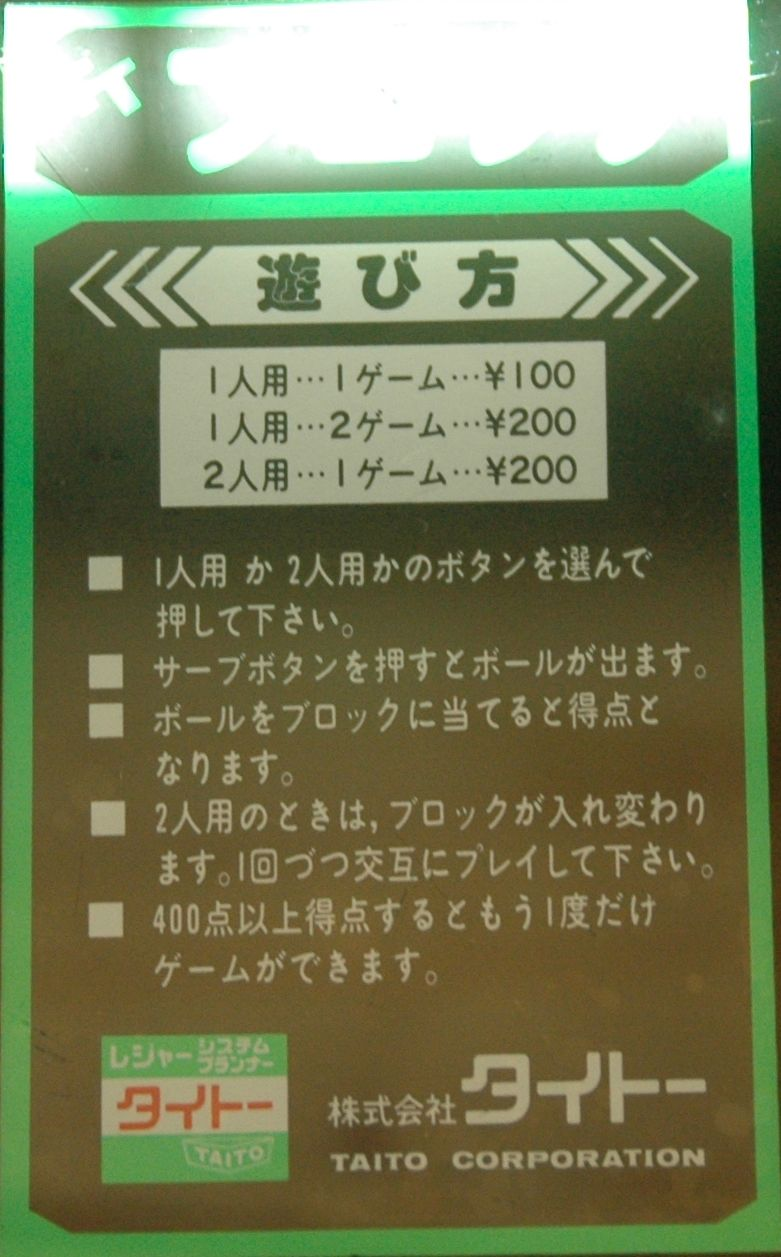
Le istruzioni in giapponese sul bezel del cabinato T.T Block italiano
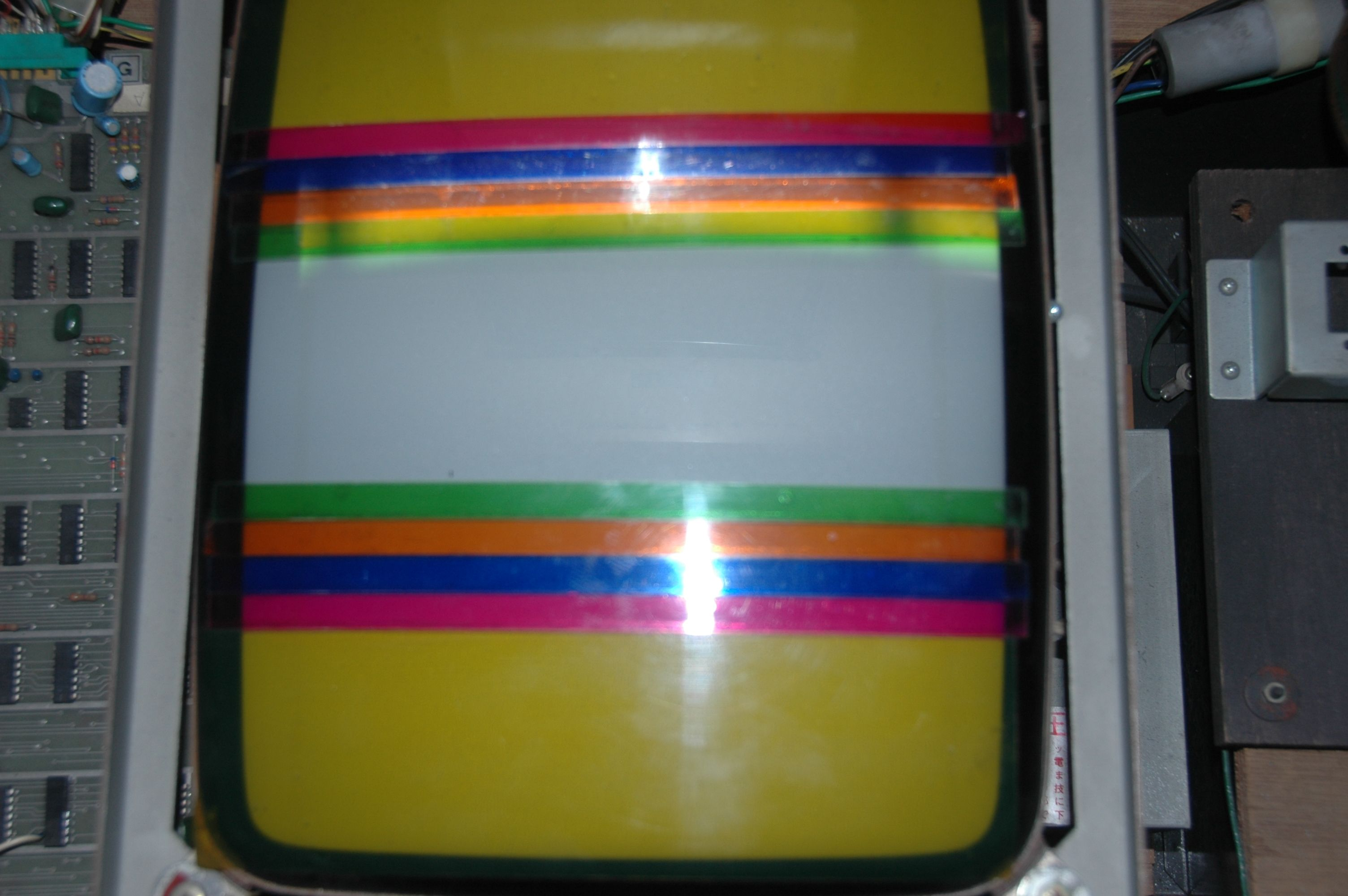
Le raster bar colorate applicate sul monitor in bianco e nero